# Masaki Suda
 (décembre 2024).
La mise en forme du texte ne suit pas les recommandations de Wikipédia : il faut le « wikifier ».
Les points d'amélioration suivants sont les cas les plus fréquents. Le détail des points à revoir est peut-être précisé sur la page de discussion.
- Les titres sont pré-formatés par le logiciel. Ils ne sont ni en capitales, ni en gras.
- Le texte ne doit pas être écrit en capitales (les noms de famille non plus), ni en gras, ni en italique, ni en « petit »…
- Le gras n'est utilisé que pour surligner le titre de l'article dans l'introduction, une seule fois.
- L'italique est rarement utilisé : mots en langue étrangère, titres d'œuvres, noms de bateaux, etc.
- Les citations ne sont pas en italique mais en corps de texte normal. Elles sont entourées par des guillemets français : « et ».
- Les listes à puces sont à éviter, des paragraphes rédigés étant largement préférés. Les tableaux sont à réserver à la présentation de données structurées (résultats, etc.).
- Les appels de note de bas de page (petits chiffres en exposant, introduits par l'outil «  Source ») sont à placer entre la fin de phrase et le point final[comme ça].
- Les liens internes (vers d'autres articles de Wikipédia) sont à choisir avec parcimonie. Créez des liens vers des articles approfondissant le sujet. Les termes génériques sans rapport avec le sujet sont à éviter, ainsi que les répétitions de liens vers un même terme.
- Les liens externes sont à placer uniquement dans une section « Liens externes », à la fin de l'article. Ces liens sont à choisir avec parcimonie suivant les règles définies. Si un lien sert de source à l'article, son insertion dans le texte est à faire par les notes de bas de page.
- La présentation des références doit suivre les conventions bibliographiques. Il est recommandé d'utiliser les modèles {{Ouvrage}}, {{Chapitre}}, {{Article}}, {{Lien web}} et/ou {{Bibliographie}}. Le mode d'édition visuel peut mettre en forme automatiquement les références.
- Insérer une infobox (cadre d'informations à droite) n'est pas obligatoire pour parachever la mise en page.

Pour une aide détaillée, merci de consulter Aide:Wikification.
Si vous pensez que ces points ont été résolus, vous pouvez retirer ce bandeau et améliorer la mise en forme d'un autre article.
 (novembre 2022).
Pour les articles homonymes, voir Suda et Souda (homonymie).
Masaki Suda (菅田 将暉, Suda Masaki), nom de scène de Taishō Sugō (菅生 大将, Sugō Taishō), né le 21 février 1993 à Minoh (Japon), est un acteur et chanteur japonais réputé. Il est marié à l'actrice Nana Komatsu.

## Filmographie partielle

### Au cinéma
- 2009 : Gekijouban Kamen Rider Decade: All Riders vs Dai-Shocker (en) : Philip / Kamen Rider W (voix)
- 2009 : Kamen Rider W
- 2009 : Kamen Rider x Kamen Rider W & Decade Movie taisen 2010 (en) : Philip / Kamen Rider W
- 2010 : Hanmâ sesshion ! (en)
- 2010 : Juui Doritoru (en)
- 2010 : Kamen Rider W Forever: A to Z/The Gaia Memories of Fate (en) : Philip / Kamen Rider W
- 2010 : Kamen Rider × Kamen Rider OOO & W Featuring Skull: Movie War Core (en) : Philip / Kamen Rider W
- 2011 : Don kihōte (en)
- 2011 : Kamen Rider W Returns : Kamen Rider Eternal (en) : Philip
- 2011 : Kamen Rider W Returns : Kamen Rider Accel (en)
- 2011 : Kamen Rider x Kamen Rider Fourze & OOO Movie taisen Mega Max (en) : Philip / Kamen Rider W
- 2011 : Kirin no tsubasa : Gekijouban Shinzanmono : Tomoyuki Yoshinaga
- 2011 : Kōkō debyū : Fumiya Tamura
- 2011 : Runaway ~Aisuru Kimi no Tame ni~
- 2011 : Taisetsu na koto wa subete kimi ga oshiete kureta
- 2011 : OOO, Den-O, All Riders: Let's Go Kamen Riders  : Philip / Kamen Rider W
- 2012 : Blackboard ~ Jidai to Tatakatta Kyoushitachi~
- 2012 : Rich Man, Poor Woman
- 2012 : Riyū
- 2012 : Summer Rescue: tenkū no shinryōjo
- 2012 : Ôsama to boku : Morio
- 2013 : 35 sai no kōkōsei
- 2013 : Backwater (共喰い, Tomogui?) de Shinji Aoyama
- 2013 : Danran
- 2013 : Danshi kōkōsei no nichijō : Tadakuni
- 2013 : Hidamari no kanojo : Shota Okuda
- 2013 : Naku na, Hara-chan
- 2014 : Chokorietta
- 2014 : Kamen Raidâ Batoraido Wō Tsū
- 2014 : Kurage hime : Kuranosuke Koibuchi
- 2014 : Shinigami kun
- 2014 : The Light Shines Only There (Soko nomi nite hikari kagayaku) : Takuji Ohshiro
- 2015 : Akegarasu
- 2015 : Assassination Classroom (Ansatsu kyōshitsu) : Karma Akabane
- 2015 : Chanpon tabetaka
- 2015 : Hatachi to ippiki
- 2015 : Kageri Yuku Natsu
- 2015 : Mondai no aru resutoran
- 2015 : Pinku to gurê : Daiki Kawata
- 2015 : Piece of Cake (Pîsu obu keiku) : Kawatani
- 2015 : Tamiō
- 2016 : 1925-nen no Akechi Kogorō
- 2016 : Ansatsu kyōshitsu : sotsugyō hen : Karma Akabane
- 2016 : Death Note - Desu nōto : Light Up the New World : Yūki Shien
- 2016 : Death Note : New Generation
- 2016 : Disutorakushon beibîzu : Yuya Kitahara
- 2016 : Jimi ni Sugoi !Kōetsu Girl Kōno Etsuko
- 2016 : Love Song (ja)
- 2016 : Nanimono : Kotaro
- 2016 : Nijū seikatsu
- 2016 : Oboreru naifu : Kouichirou 'Kou' Hasegawa
- 2016 : Setoutsumi : Seto
- 2016 : Tamiō
- 2016 : Uchū no Shigoto
- 2016 : Yūsha Yoshihiko
- 2017 : Ā, kōya: Zenpen (あゝ、荒野 前篇?) de Yoshiyuki Kishi (ja) : Shinji Sawamura
- 2017 : Ā, kōya: Kōhen (あゝ、荒野 後篇?) de Yoshiyuki Kishi (ja) : Shinji Sawamura
- 2017 : Fireworks : Shimada Norimichi (voix)
- 2017 : Gintama : Shinpachi Shimura
- 2017 : Hibana
- 2017 : Jimi ni Sugoi !DX Kōetsu Girl Kōno Etsuko Special
- 2017 : Kiseki: Anohi no sobito (キセキ あの日のソビト?) d'Atsushi Kaneshige (ja) : Hide
- 2017 : Onna joushu Naotora
- 2017 : Super Salaryman Saenai-shi
- 2017 : Teiichi: Battle of Supreme High (Teiichi no kuni) : Teiichi
- 2017 : Yo ni mo kimyō na monogatari : Spring 2017 Special
- 2018 : Gintama 2 : Shinpachi Shimura
- 2018 : Todome no seppun
- 2018 : Tonari no kaibutsu kun
- 2019 : The Great War of Archimedes (アルキメデスの大戦, Arukimedesu no taisen?) de Takashi Yamazaki : Tadashi Kai
- 2019 : Taro the Fool
- 2020 : Tapestry
- 2020 : Loved Like a Flower Bouquet
- 2019 : Ito (糸?) de Takahisa Zeze : Ren Takahashi
- 2020 : La Famille Asada (浅田家!, Asada-ke!?) de Ryōta Nakano (ja) : Yōsuke Ono
- 2021 : Cube (CUBE 一度入ったら、最後, CUBE ichido haittara, saigo?) de Yasuhiko Shimizu (ja) : Yuichi Goto
- 2022 : N'oublie pas les fleurs (百花, Hyakka?) de Genki Kawamura : Izumi Kasai

### Séries télévisées
- 2009 : Kamen Rider W  : Philip
- 2024 : Parasyte: The Grey (기생수: 더 그레이) : Shinichi Izumi

## Doublage
- 2023 : Le Garçon et le Héron (君たちはどう生きるか, Kimi-tachi wa dō ikiru ka?) de Hayao Miyazaki

## Distinctions

### Récompenses
- Japan Academy Prize :
  - en 2014 : révélation de l'année pour son interprétation dans The Backwater[1]
  - en 2018 : meilleur acteur pour Ā, kōya: Zenpen[2]

### Nominations
- Japan Academy Prize :
  - en 2020 : meilleur acteur pour The Great War of Archimedes[3]
  - en 2021 : meilleur acteur pour Ito[4]